# Monsieur de Pourceaugnac
Monsieur de Pourceaugnac és una obra de teatre escrita per Molière, i que serveix de base per a la comèdia-ballet musicada per Jean-Baptiste Lully. L'estrena va tenir lloc al de Chambord, com a divertiment del rei Lluís XIV de França, el 6 d'octubre de 1669. El 15 de novembre del mateix any es va estrenar per a tot el públic a París, al teatre del Palais-Royal.
En la cronologia d'obres de Molière, Monsieur de Pourceaugnac se situa després de L'avar, escrita el 1668, i abans de Les amants magnifiques, creada el 1670.